# Dacus serratus
Dacus serratus är en tvåvingeart som först beskrevs av Munro 1984.  Dacus serratus ingår i släktet Dacus och familjen borrflugor. Inga underarter finns listade i Catalogue of Life.